# Sam Iduri
Shemuel Sam Iduri (geb. 15. August 1949 in Boboilangi, Malaita; gest. 23. Januar 2023) war ein Politiker in den Salomonen.

## Leben

### Ausbildung
Nach einem Studium an Lehrer-Colleges in den Salomonen und in Western Australia arbeitete er zunächst als Schulleiter an einer weiterführenden Schule, dann als Education Officer (Bildungsbeamter).

### Karriere
Seine politische Karriere begann mit der Wahl 2006 im April, als er für den Wahlkreis West Kwara’ae in das Nationalparlament der Salomonen gewählt wurde. Bereits im folgenden Monat trat die neu eingesetzte Regierung von Premierminister Snyder Rini nach öffentlichen Protesten zurück um einem Misstrauensvotum zuvorzukommen. Iduri unterstützte in der Solomon Islands Democratic Party Rinis Nachfolger Manasseh Sogavare und wurde zum Minister for National Unity, Reconciliation and Peace in Sogavares Kabinett. Er wurde somit der zuständige Minister für die Gestaltung nationaler Versöhnung im Nachgang zu den ethnischen Konflikten der späten 1990er und frühen 2000er Jahre. Im November 2007 ging er über zur Opposition, zusammen mit neun weiteren Ministern um die Regierung von Sogavare abzusetzen. Der Versuch war letztlich erfolgreich und Derek Sikua ersetzte Ende Dezember Sogavare als Premierminister. Sikua setzte Iduri wieder in seinen Kabinettsposten als Minister for National Unity, Reconciliation and Peace ein.
Im August 2008 brachte Iduri eine Truth and Reconciliation Commission Bill im Parlament ein, welche im April 2009 zur Gründung der Truth and Reconciliation Commission führte.
Iduri wurde in den Wahlen im August 2010 und 2014 wiedergewählt, kam aber nicht mehr auf seine alte Position im Kabinett. Hypolite Taremae wurde sein Nachfolger als Minister for National Unity, Reconciliation and Peace in der Regierung von Premierminister Danny Philip. Er wurde jedoch als Schattenminister für das Resort National Unity, Reconciliation and Peace von Oppositionsführer Steve Abanas Schattenkabinett benannt.

## Tod
Iduri verstarb am 23. Januar 2023.